# الخيرية الأطلسية
الخيرية الأطلسية أو خيرية الأطلسي أو خيريات الأطلسي، (بالإنجليزية: The Atlantic Philanthropies) هي مؤسسة خيرية أسسها سنة 1982 رجل الأعمال الأيرلندي-الأمريكي تشاك فيني. تركز على العمل التطوعي والخيري في مجال الصحة، والدفاع عن السياسة والحقوق الاجتماعية الليبرالية في أستراليا وجزر برمودا وايرلندا الشمالية وجمهورية أيرلندا وجنوب أفريقيا والولايات المتحدة وفيتنام.

## مجالات العمل والإستثمار
تتركز مجالات التبرعات عموما بين ميادين الشيخوخة والأطفال والشباب والسكان والصحة وقيم المصالحة وحقوق الإنسان.
إلى حدود سنوات 2013، قامت جمعية الأعمال الخيرية الأطلسية من توزبع ما مجموعه 6.5 ميار دولار أمريكي

## تشاك فيني وفلسفة التطوع
طور تشاك فيني ثروة مالية تقدر بأكثر من 6.3 مليار دولار. بينما هو في نفس الوقت لا يملك سيارة، بينما يفضل التنقل بالدراجة السياحية ويستخدم مترو الانفاق أو سيارة الأجرة للتنقل. ويعيش في شقة مستأجرة. ويحمل «تشاك فيني» في يده ساعة رقمية لا يزيد سعرها على 15 دولار ويرتدي أبسط الملابس. يظنه الناس في جولاته أنه مجرد سائح أمريكي عادي. كما يفضل مطاعم الوجبات الشعبية على المطاعم الفخمة.

## وصلات خارجية
- الموقع الرسمي Atlantic Philanthropies